# Драгановці (Габровська область)
Драга́новці (болг. Драгановци) — село в Габровській області Болгарії. Входить до складу общини Габрово.

## Населення
За даними перепису населення 2011 року у селі проживали 402 особи, з них 316 осіб (99,1%) — болгари.
Розподіл населення за віком у 2011 році:
Динаміка населення: